# Cenni biografici e ritratti d'insigni donne bolognesi
Cenni biografici e ritratti d'insigni donne bolognesi della scrittrice italiana Carolina Bonafede, pubblicato nel 1845, è un repertorio biografico di donne illustri bolognesi vissute tra il XIII e il XIX secolo, un esempio dei cataloghi biografici femminili di intento pedagogico prodotti in età risorgimentale e post-unitaria allo scopo di fornire alle ragazze modelli da imitare per diventare "degne italiane".

## Struttura e contenuto
Dedicato alle "gentili giovinette bolognesi" "leggiadre ornamento della patria", il libro si compone di diciotto biografie di donne illustri bolognesi, corredate dai corrispettivi ritratti, vissute in diverse epoche e distintesi per particolari meriti, o in determinate attività, arti o discipline.

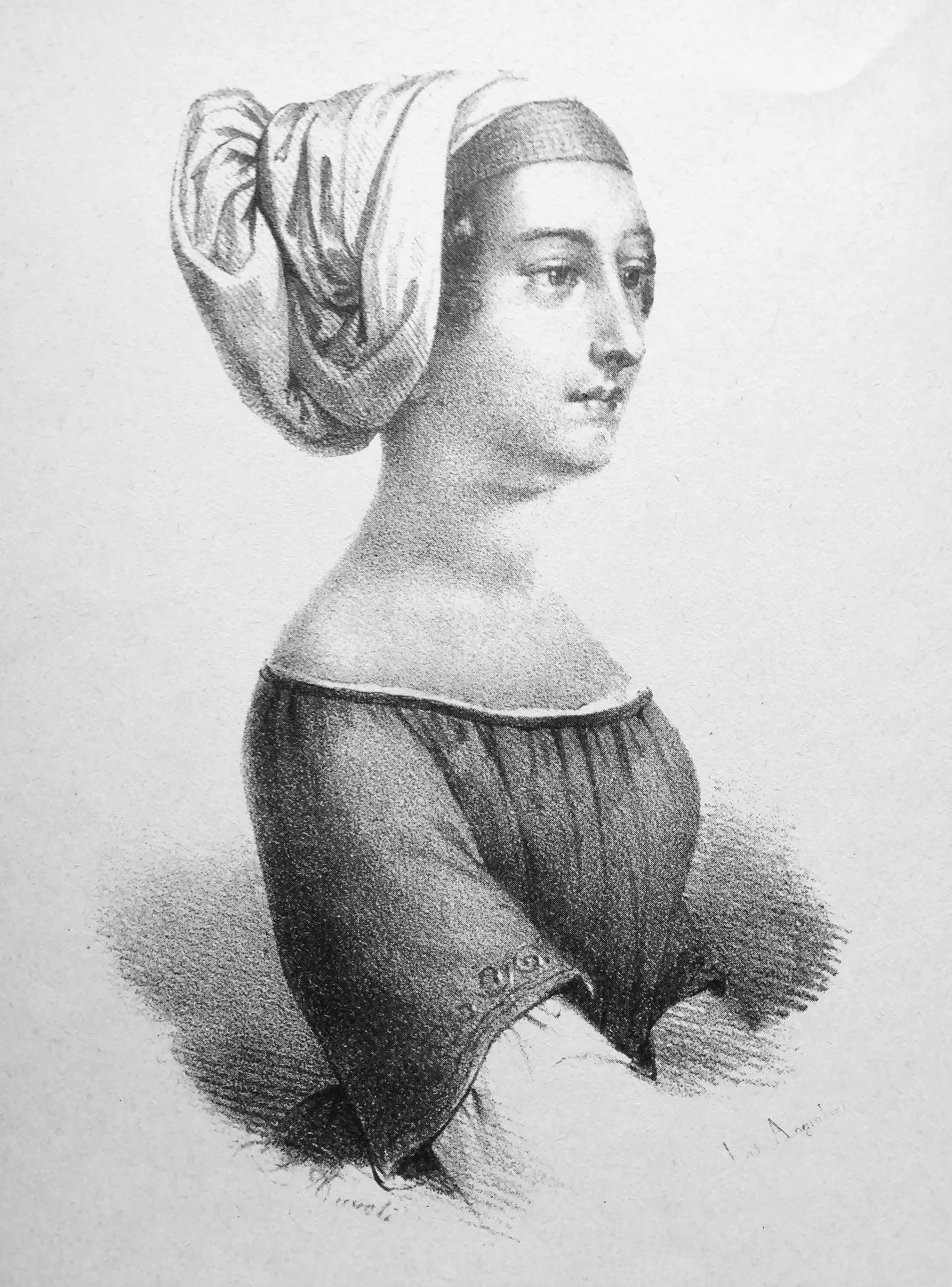
Ritratto di Betisia Gozzadini (1209-1261), la prima biografata del libro di Bonafede

L'intento dell'opera, principalmente di carattere pedagogico, era comune a molta pubblicistica risorgimentale e del primo periodo postunitario: presentare alle giovinette delle "antenate" illustri come esempio da imitare, esortandole a curare la propria istruzione e formazione al fine di diventare "degne italiane", capaci, all'interno della famiglia, di essere da sprone per fratelli, sposi e figli, "per correre al riscatto della patria, di stimolo a rispettare le leggi [...] e d'incitamento per onorare le virtù".
Nel sostenere la necessità di accesso all'istruzione per le donne, la scrittrice si scusa anticipatamente con le proprie interlocutrici per lo stile e la forma della sua esposizione, dichiarando di non avere avuto, da giovinetta, la possibilità di completare la sua carriera scolastica: "il vero bello lo gustai troppo tardi".
Per questo motivo, per ritrosia nel presentarsi come scrittrice a tutto tondo, o per meglio sostenere il suo avventurarsi in un territorio in cui la presenza femminile era inconsueta e spesso poco benevolmente accolta dagli storici di professione, aggiunge che le informazioni riportate non sono frutto di ricerche personali, ma ricavate da altri repertori: la precisazione è contenuta sia nel titolo completo dell'opera Cenni biografici e ritratti d'insigni donne bolognesi raccolti dagli storici più accreditati dalla Signora Carolina Bonafede, che nella stessa introduzione, nella quale ripete che "da' vostri storici ho tratto le notizie di alcune illustre bolognesi".
Le biografate comprendono donne "che per diverse guise si distinsero nella loro carriera": letterate (Marianne Santini Fabbri, Clotilde Tambroni, Bartolomea Mattugliani, Lucia Bertana), artiste (Properzia De Rossi, Maria Luigia Pizzoli, Elisabetta Sirani, Anna Morandi Manzolini), mediche e scienziate (Maria Dalle Donne, Laura Bassi), studiose di giurisprudenza (Bettisia Gozzadini, Novella e Bettina D'Andrea), donne che acquisirono rispetto e fama "in quelle severe discipline che sembrano esclusivo retaggio degli uomini", come nelle "armi" (Giovanna d'Arco) e nell'azione pubblica (Galeana Savioli Brancaleone), o che divennero famose per le loro virtù religiose (Santa Caterina da Bologna, Elena Duglioli), o l'abnegazione e la lealtà con cui svolsero i loro compiti (Vittoria Montecuccoli Davia).

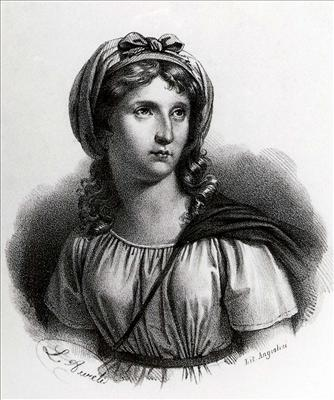
Clotilde Tambroni (1758-1817), grecista e poetessa

Solo una delle biografate, Maria delle Donne, amica di Clotilde Tambroni, anche lei citata, è contemporanea all'autrice. La maggior parte delle altre visse o raggiunse la notorietà tra il XV e il XVIII secolo, Bettisia Gozzadini e Galeana Savioli Brancaleone nel XIII, Novella e Bettina D'Andrea nel XIV secolo.
La presentazione della galleria di "eccellenze" femminili è accompagnata da un tono di sostanziale cautela, volto a rassicurare i lettori sulla non pericolosità dell'accesso delle donne agli studi o ad attività tradizionalmente riservate agli uomini, essendo le vite di queste stesse donne una dimostrazione che, pur intraprendendo nuove strade, esse avevano continuato ad assolvere ai loro doveri, senza venir meno meno al loro "ministero di donna".
Gli esempi di virtù femminili si ripercorrono per tutta l'opera: nella biografia di Marianne Santini Fabri, Bonafede ricorda come la poetessa bolognese unì doti di "singolare intelligenza e docilità filiale", e una volta sposata, seppe dare esempio di buona gestione dei beni del marito, e da fervente devota frequentò assiduamente la chiesa, fu madre solerte di cinque figli e compose le sue poesie di notte, dopo aver svolto i suoi compiti domestici; Elisabetta Sirani si prese cura deli genitori malati e dei fratelli, riservando alla famiglia i suoi guadagni, "(quasiché ella sola avesse voluto smentire l'opinione che la donna data alle lettere e alle arti è inatta alle domestiche cose)"; Novella Calderini, docente di diritto, di straordinaria bellezza, per non distrarre gli studenti "solea ascendere la cattedra ricoperto il volto di un denso velo".
Nella parte iniziale della prima biografia dell'opera, dedicata a Bettisia Gozzadini (1209-1261), prima laureata al mondo e docente, l'autrice ricorda i ruoli che ciascun sesso è chiamato a svolgere: agli uomini sono assegnati "le sorti della patria, le gravi cure, lo investigare delle profonde scienze, e il commercio"; alle donne la missione familiare, "lo coltivarsi il cuore del consorte" e l'educazione della prole, affinché sia formata a onorare "la religione, la virtù, il sovrano, la patria". Bettisia, che rimase nubile, brillò negli studi e nell'insegnamento; dimostrò i suoi pregi di "Italiana Donna, svegliando sempre ne' concittadini suoi, e negli oltramontani bramosia d'apprendere"; frequentò le scuole pubbliche vestita da uomo per seguire con "maggiore facilità" le lezioni, pronunciò l'orazione funebre alle solenni esequie del vescovo Della Fratta vestita da vedova, amò "suo Padre perché le aveva dato la vita e Odofredo [...] perché ammaestrata." Di Galeana Savioli Brancaleone, esempio di "pietà coniugale", sono lodate l'oratoria e l'abilità di mediazione, la capacità d'azione in circostanze difficili, trascendendo "virilmente" il proprio sesso. 
Altrettanto importante risulta essere per Bonafede il diritto delle donne di ricevere un'istruzione pari a quella degli uomini, contro il "pregiudizio che condanna il gentil sesso a non trattare che la rocca e il fuso". Delle diciotto biografate, sette sono donne laureate o che esercitarono la docenza universitaria: Bettisia Gozzadini, Clotilde Tambroni, Maria Dalle Donne, Novella e Bettina D'Andrea, Anna Maria Manzolini, Laura Bassi.
|    | Biografie contenute nell'opera                                                             | Pagine  |
| -- | ------------------------------------------------------------------------------------------ | ------- |
| 1  | Bettisia Gozzadini (1209-1261), giurista, prima laureata al mondo e prima docente          | 3-12    |
| 2  | Properzia de' Rossi (1490-1530), scultrice                                                 | 13-22   |
| 3  | Giovanna d'Arco (?-1431), eroina francese e santa                                          | 23-32   |
| 4  | Marianne Santini Fabri (1715-1786), poetessa                                               | 33-40   |
| 5  | Vittoria Montecuccoli Davia (1655-1703), nobildonna, dama d'onore di Maria Beatrice d'Este | 41-61   |
| 6  | Maria Luigia Pizzoli (1817-1838), pianista e compositrice                                  | 63-72   |
| 7  | Galeana Savioli Andalò (XIII sec.), nobildonna                                             | 73-80   |
| 8  | Elena Duglioli (1472-1520), mistica                                                        | 81-94   |
| 9  | Clotilde Tambroni (1758-1817), grecista, poetessa                                          | 95-101  |
| 10 | Giovanna Bentivoglio Malvezzi (? - 1429), nobildonna                                       | 103-113 |
| 11 | Elisabetta Sirani (1638-1665), pittrice                                                    | 115-123 |
| 12 | Maria Dalle Donne (1778-1842), medica e docente di medicina                                | 125-132 |
| 13 | Bartolomea Mattugliani (1385- ?), poetessa                                                 | 133-136 |
| 14 | Lucia Bertana (1521-1567), scrittrice e poetessa                                           | 137-143 |
| 15 | Caterina da Bologna (1413-1463), santa                                                     | 147-163 |
| 16 | Novella D'Andrea (1312?-1333), giurista, Bettina D'Andrea (? - 1355), giurista             | 161-166 |
| 17 | Anna Morandi Manzolini (1714-1774), anatomista, scultrice                                  | 157-172 |
| 18 | Laura Bassi (1711-1778), fisica                                                            | 173-183 |

### Un catalogo patriottico-morale
(Emanuele Rossi, Florilegio femminile, vol. 1, Genova, 1840, p. v)

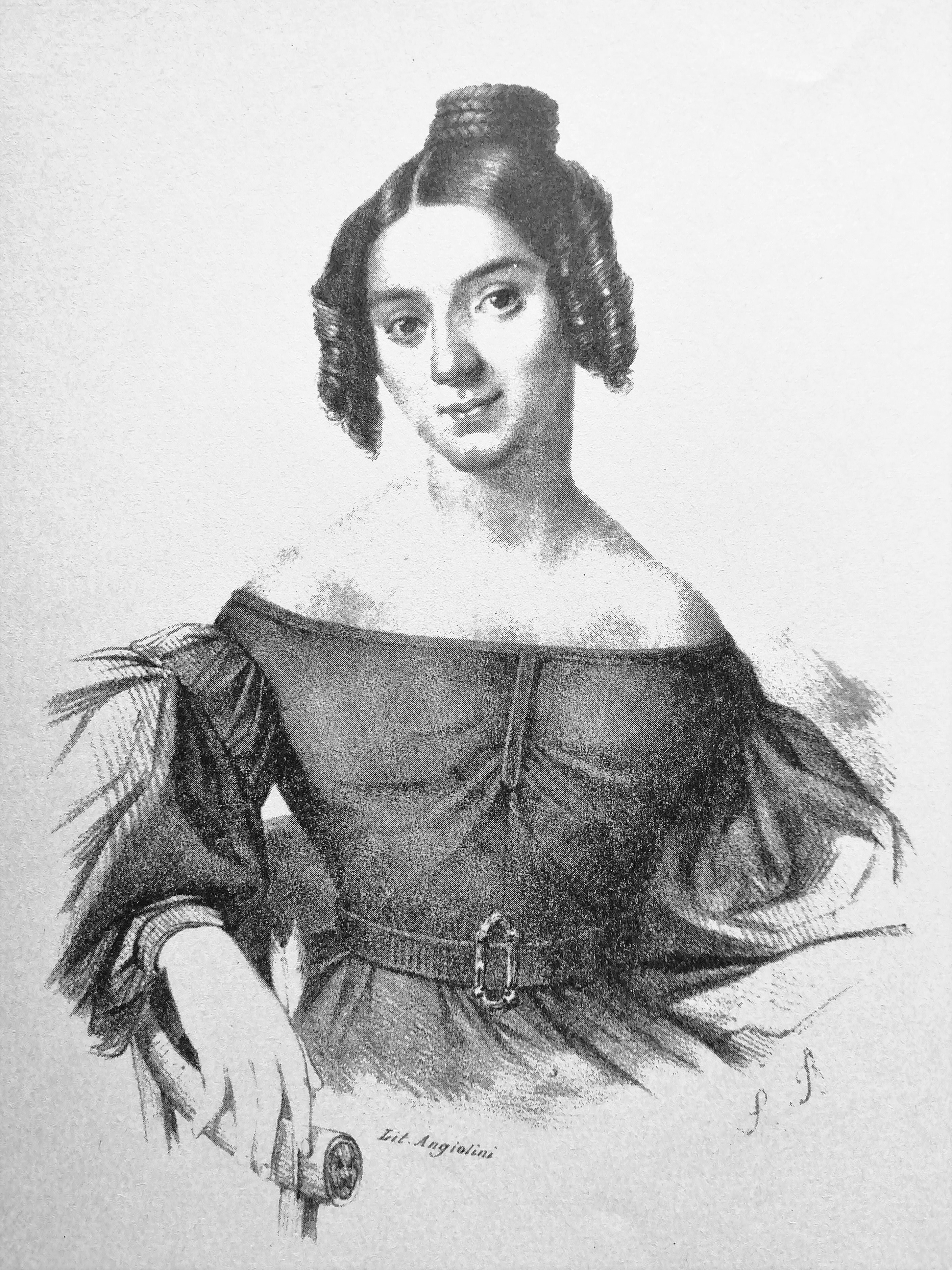
Maria Luigia Pizzoli

Nel suo studio sulle pubblicazioni destinate alle donne nell'Italia dell'Ottocento, Anna Ascenzi ha rilevato la presenza di un grande numero e varietà di testi - di gran lunga superiore ai secoli precedenti - esempio della grande attenzione posta all'educazione e ad una più generale ridefinizione del ruolo sociale femminile, in vista dei nuovi compiti che le donne erano chiamate ad assolvere come "madri e spose di cittadini". Oltre che opuscoli, almanacchi, strenne, libri di lettura destinati alle alunne e libri devozionali, questa pubblicistica comprendeva anche "plutarchi femminili", gallerie di donne celebri proposte ad esempio alle giovinette.
Del filone "patriottico morale" individuato dall'autrice fanno parte opere come il Florilegio femminile di Emanuele Rossi, un'antologia in tre volumi, che comprende biografie e scritti letterari e storici di autrici ed autori, fra cui quelli di Anna Pepoli, o di Isabella Rossi Gabardi Brocchi, che esalta in quattro saggi le virtù civiche e patriottiche femminili (Le donne pisane, Le donne fiorentine, Le donne sanesi, Le donne aretine), e il Plutarco femminile del filologo Pietro Fanfani, che riporta le biografie di cinquanta italiane illustri nella storia, nell’arte, nelle scienze e nella letteratura, raccontate a turno da venticinque studentesse di una scuola pistoiese, con l'avvertenza di non seguire letteralmente gli esempi delle vite delle biografate, in quanto "sarebbe danno gravissimo alla umana compagnia se tutte quante le donne volessero imitar quelle, perché il mondo andrebbe a poco a poco sossopra".
La galleria di donne illustre di Carolina Bonafede si inserisce in questo filone, differenziandosi dai modelli femminili proposti nei cataloghi biografici femminili dei secoli precedenti per i sentimenti patriottici che dominano l'opera e per la rappresentazione del ruolo educativo svolto dalle donne all'interno della famiglia, strettamente collegato agli ideali risorgimentali e al progetto di costruzione della nazione dell’Italia post-unitaria.
In Cenni biografici e ritratti d'insigni donne bolognesi le vite delle biografate vengono rilette in chiave nazionalistica, a prescindere dal contesto storico di riferimento delle donne trattate, come nel caso di Bettisia Gozzadini, Galeana Savioli Andalò, Giovanna d'Arco, vissute tra il XIII e il XV secolo, di cui viene sottolineato l'amor di patria.
L'appello emancipazionista della parità di accesso delle donne all'istruzione convive con la difesa del ruolo familiare e la "narrazione del materno", tratti comuni della scrittura femminile risorgimentale.
Le biografie delle donne illustri si nutrono di riferimenti alla condotta irreprensibile e al dimostrato possesso delle virtù "femminili" di buone padrone di casa, buone spose, buone madri, figlie devote, che una più completa istruzione avrebbe il vantaggio di potenziare: "le dottrine onde hanno ornata la mente, meglio ad esse insegnano l'arte di reggere la famiglia [...] ed infine più atte ancora le rendono ad adempiere il sacro ufficio di madre".
La nuova valenza assegnata alla funzione materna come valore pubblico viene legata alle virtù patriottiche - sacrificio, amor di patria, devozione filiale - di cui alcune biografate si fanno portatrici, additate ad esempio per le giovani generazioni di donne, impegnate nel compito di educare i nuovi cittadini.